# 馬尼托鎮區 (伊利諾伊州梅森縣)
馬尼托鎮區（英語：Manito Township）是位於美國伊利諾伊州梅森縣的一個行政鎮區。

## 地方資料
根據2010年美國人口普查的數據，馬尼托鎮區的面積為113.40平方千米，當中陸地面積為113.40平方千米，而水域面積為19.90平方千米。當地共有人口2261人，而人口密度為每平方千米19.94人。